# Pauline Lefèvre
Pour les articles homonymes, voir Lefèvre.
Pauline Lefèvre, née le 21 mars 1981 à Troyes, est une actrice et animatrice de télévision française.

## Biographie

### Débuts télévisuels (années 2000)
Après des études à l'École française des attachés de presse, Pauline Lefèvre travaille trois ans dans le marketing.
Elle découvre la télévision chez le distributeur de parfums Marionnaud où elle anime des chroniques sur la webtv de l'enseigne.
Elle commence sa carrière à la télévision en 2005 sur la chaîne française Direct 8 sur laquelle elle anime des magazines d'actualité : Tout va bien, Facile la vie et Facile les vacances.
En juin 2008, Pauline Lefèvre fait ses débuts sur les planches du théâtre du Point-Virgule, dans la pièce de théâtre Les fils de mise en scène par Valentine Anglares.

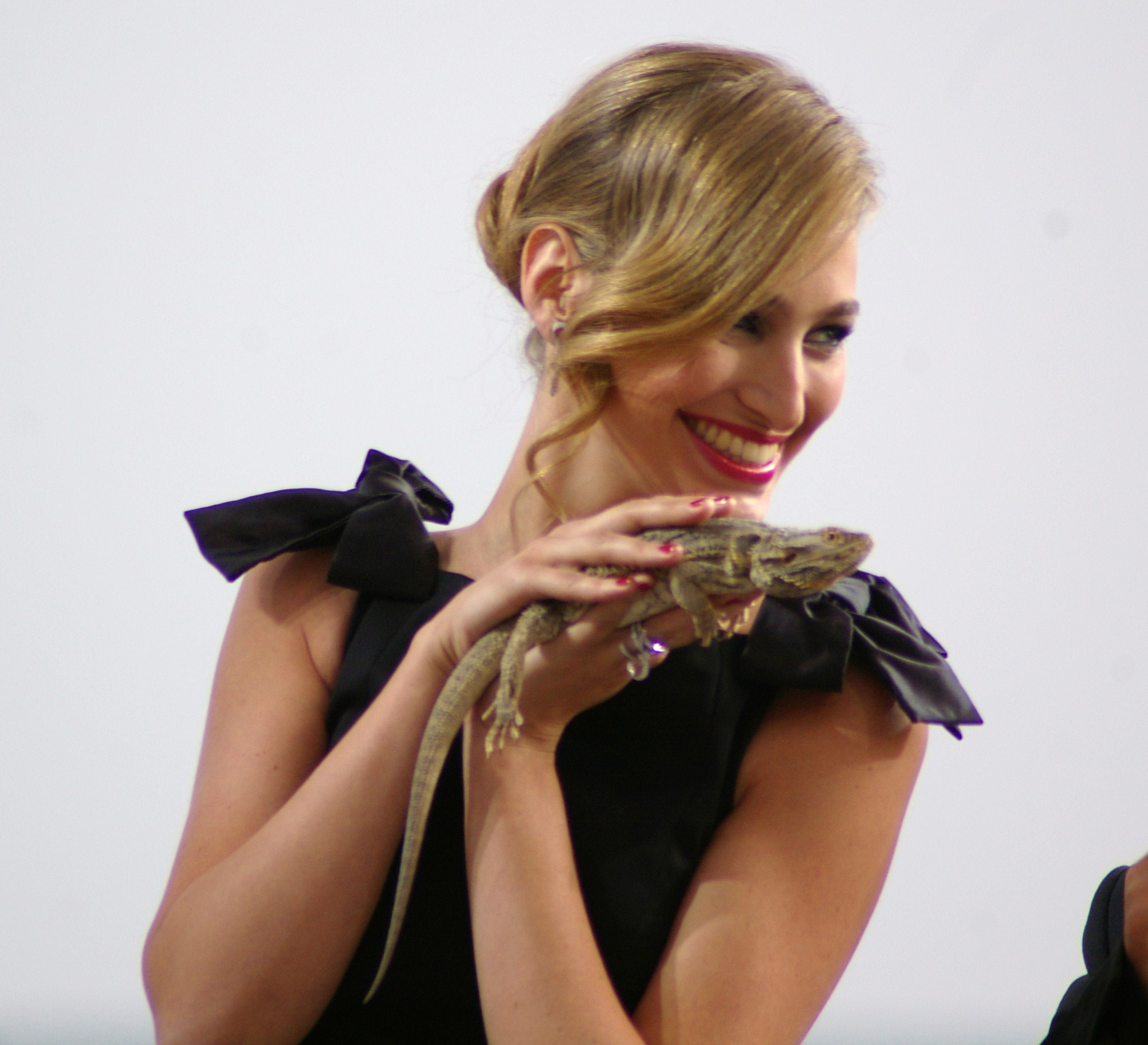
Pauline Lefèvre lors du Festival de Cannes 2010, en tant que Miss Météo de Canal+.

En juin 2008, elle rejoint M6 pour présenter la météo.
Elle quitte la chaîne dès septembre 2008 pour Canal+ où elle succède à Louise Bourgoin en tant que miss météo dans Le Grand Journal, présenté par Michel Denisot. Sa prestation y est diversement appréciée : si Voici juge son humour « décapant » et Première la trouve « pétillante », Télérama la qualifie au contraire de « consternante » et le jury des Gérard de la télévision décerne en 2009 à sa météo le prix parodique de « l'émission censée être humoristique mais pendant laquelle tu rigoles encore moins qu'avec une Théma d'Arte sur les camps de concentration ».
En juin 2010, elle quitte Le Grand Journal au bout de deux saisons pour se consacrer au cinéma.
Mais finalement, de septembre à décembre 2010, elle participe à l'émission Tout le monde il est beau, tout le monde il est gentil présentée par Bruce Toussaint tous les dimanches midi sur Canal+.

### Carrière d'actrice (années 2010)

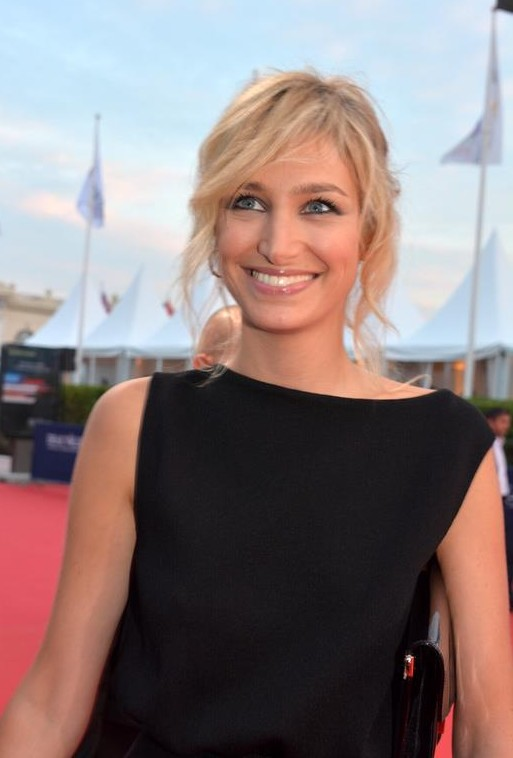
L'actrice au festival du cinéma américain de Deauville 2014.

Patrice Leconte lui offre son premier rôle principal dans son long métrage Voir la mer qu'elle tourne aux côtés de Clément Sibony et Nicolas Giraud durant l'été 2010.
Sa performance lui vaut le Swann d’Or de la « Révélation féminine » au Festival du film de Cabourg 2011.
Cependant, en octobre 2011, elle est de retour sur Canal+, en tant que chroniqueuse dans La Nouvelle Édition, présentée par Ali Baddou sur Canal+. Pour sa rubrique « La vie autrement », elle tourne notamment des reportages sur le terrain, autour des thématiques du solidaire et du développement durable. Elle quittera l'émission au bout de deux saisons.
Elle tourne peu au cinéma : en 2012, elle tient un second rôle dans la comédie Mince alors !, réalisée par Charlotte de Turckheim, et en 2013, elle joue dans Salaud, on t'aime, porté par le tandem Johnny Hallyday / Sandrine Bonnaire, sous la direction de Claude Lelouch.
En 2015, elle hérite d'une partition plus développée pour la comédie noire Nos femmes, réalisée par l'acteur Richard Berry, mais le film est un flop critique et commercial.
En janvier 2016, elle passe donc aux planches, en évoluant au Théâtre de Paris aux côtés de Daniel Auteuil, Isabelle Gélinas et François-Eric Gendron dans la pièce de Florian Zeller, L'envers du décor.
En 2017, Claude Lelouch lui confie un rôle dans son film choral Chacun sa vie.
En 2018, elle est à l'affiche de La moustache, une pièce de théâtre écrite et portée par Sacha Judaszko. Elle tient le premier rôle féminin, évoluant aussi aux côtés de Jean Benguigui.
En janvier 2019, elle intègre la troupe des Enfoirés[réf. nécessaire].
En septembre 2019, elle joue dans la pièce de Laurent Ruquier, intitulée Le plus beau dans tout ça, au théâtre des Variétés. La comédienne incarne une femme en couple avec un homme cultivé mais au physique ordinaire, Regis Laspales, qui voit revenir son séduisant ex-compagnon.
En novembre 2024, elle figure dans le jury du Festival Films courts de Dinan, sous la présidence de Patrice Leconte.

## Vie privée
Le 23 août 2013, elle se marie avec le réalisateur Julien Ansault, fils de l'humoriste Chantal Ladesou. En octobre 2020 elle devient maman de jumeaux, un garçon, Hugues et une fille, Léopoldine .

## Filmographie

### Longs métrages
- 2011 : Voir la mer de Patrice Leconte : Prudence
- 2012 : Mince alors ! de Charlotte de Turckheim : Natacha
- 2013 : Salaud, on t'aime de Claude Lelouch : Eté Kaminsky
- 2015 : Nos femmes de Richard Berry : Estelle
- 2017 : Chacun sa vie de  Claude Lelouch : Pauline

### Courts métrages
- 2009 : Karma Battle d'Olivier Chapelle et Éric Capitaine : l'arbitre
- 2011 : Picture Paris de Brad Hall : Nicole
- 2013 : Love Race de Julien A. Ansault : Cherryl

## Émissions de télévision
- 2008 : La Météo (M6)
- 2008-2010 : Le Grand Journal (Canal+)
- 2010 : Tout le monde il est beau, tout le monde il est gentil (Canal+)
- 2011-2013 : La Nouvelle Édition (Canal+)

## Théâtre
- 2008 : Les Fils de de Valentine Anglares, mise en scène de Chantal Ladesou, Théâtre du Point-Virgule
- 2016 : L'Envers du décor de Florian Zeller, mise en scène Daniel Auteuil, Théâtre de Paris
- 2018 : La Moustâche de Sacha Judaszko et Fabrice Donnio, mise en scène Jean-Luc Moreau, théâtre de la Gaîté Montparnasse
- 2019 : Le plus beau dans tout ça de Laurent Ruquier, mise en scène Steve Suissa, Théâtre des Variétés
- 2023 : Mon voisin nu de et mise en scène Patrice Leconte, Radiant-Bellevue de Lyon et tournée

## Distinctions
- Festival du film de Cabourg 2011 : Swann d'or de la révélation féminine pour Voir la mer